# Transdev Rail
Transdev Rail est une entreprise ferroviaire allemande active dans le transport de marchandises et de voyageurs, filiale du groupe de transport allemand Transdev. Elle succède à la Société générale de chemins de fer et de transports automobiles (CFTA). Depuis 2018, elle est la deuxième entreprise française à détenir le statut d'entreprise ferroviaire de voyageurs en France.

## Présentation
Transdev Rail, ex-CFTA, est une filiale de Transdev, anciennement Veolia Transport. Transdev appartient au groupe Caisse des dépôts et consignations (CDC) à hauteur de 34 % et au groupe Rethmann à hauteur de 66 %. 
C'est désormais une société de transport de voyageurs principalement active :
- dans le transport ferroviaire de passagers :
  - dans les Côtes-d'Armor (ligne de Guingamp à Carhaix et ligne de Guingamp à Paimpol),
  - dans le Puy-de-Dôme (Panoramique des Dômes, un train à crémaillère qui relie le col de Ceyssat au sommet du Puy de Dôme),
  - en Provence-Alpes-Côte-d'Azur avec la ligne de Marseille à Nice pour l'exploitation de trains régionaux Zou !, à partir du 29 juin 2025[3].
- dans le transport automobile de voyageurs en Corrèze et en Dordogne[4].

CFTA Cargo, filiale de Veolia Cargo est devenue Europorte Proximité à la suite du rachat de Veolia Cargo France par le groupe Eurotunnel en 2009.  Elle exploitait 70 km de ligne autour de Châtillon-sur-Seine et 80 km de ligne autour de Gray (Haute-Saône).
Transdev Rail, dont le siège social se trouve à Issy-les-Moulineaux (Hauts-de-Seine) réalise un chiffre d'affaires de 35 millions d'euros (en 2012) et emploie 300 salariés environ répartis dans diverses activités à travers la France.

## Histoire

### Création de la CFTA
En 1966, création de la Société générale de chemins de fer et de transport automobile (CFTA) qui reprend les actifs de la Société générale des chemins de fer économiques (SGCFE).

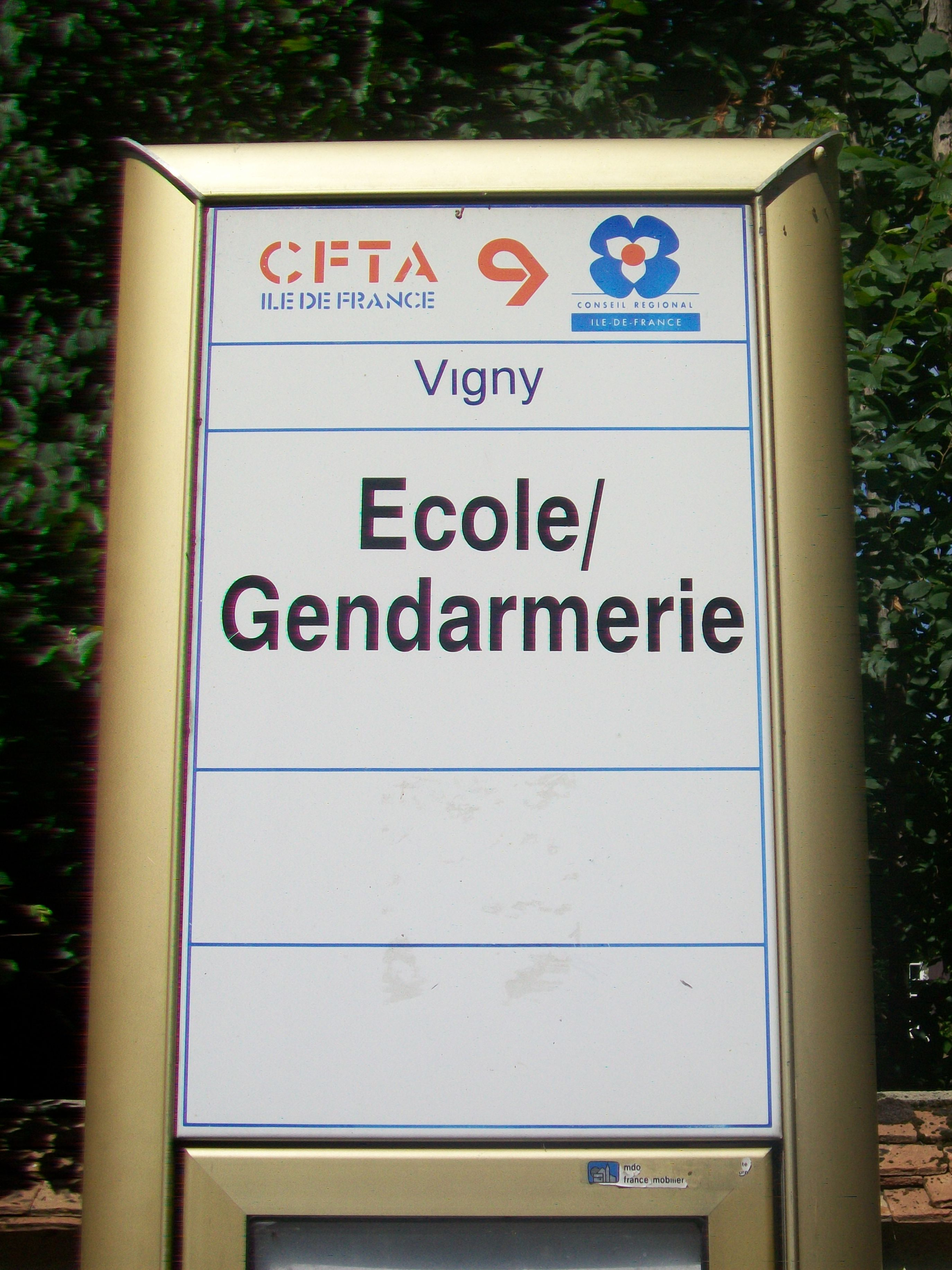
Un arrêt de bus des CFTA.

Héritière de la Société générale des chemins de fer économiques qui officia sur les réseaux secondaires de 1880 à 1966, la CFTA exploitait jusqu'en juin 2000 environ 850 km de lignes, dont 700 en tant que sous-traitant de la Société nationale des chemins de fer français (SNCF).

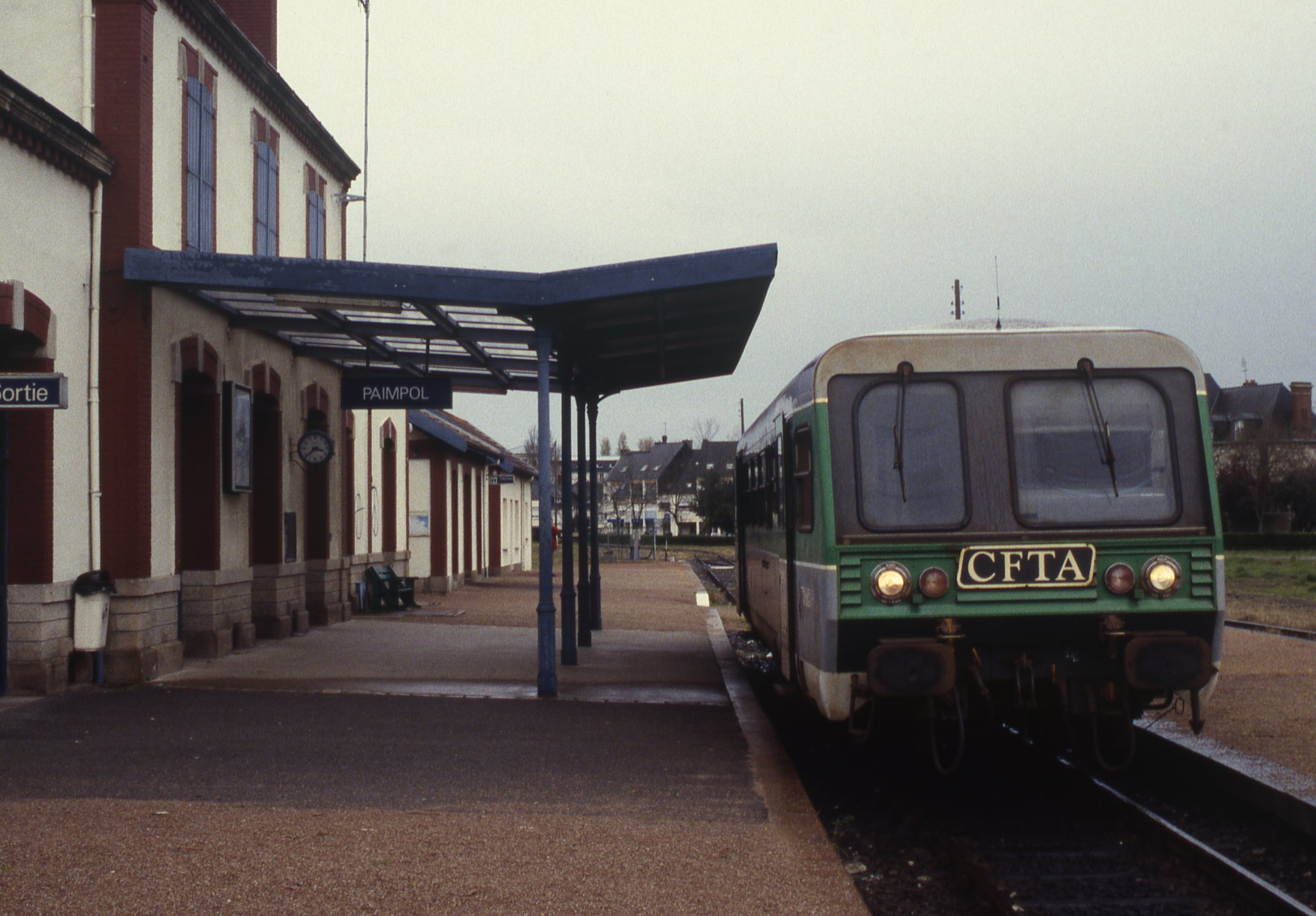
Un autorail de la CFTA en Bretagne en 1998.

### Rachat de CFTA Cargo
En juin 2005, cette société est devenue, sous la marque CFTA Cargo, filiale de Veolia Transport, le premier concurrent effectif de la SNCF dans le secteur du fret ferroviaire en remportant un marché de transport de chaux entre la Lorraine et la Sarre. CFTA Cargo est ensuite intégrée à Veolia Cargo, le pôle ferroviaire de Veolia Transport créé en 2006.
La société Veolia Cargo est rachetée par les groupes SNCF et Eurotunnel le 1er décembre 2009. Eurotunnel reprend les activités françaises de la société tandis que la SNCF reprend ses activités à l'étranger. La société Veolia Cargo France est intégrée avec Europorte 2, la filiale fret de Eurotunnel, dans la nouvelle société Europorte. CFTA Cargo est alors devenue Europorte Proximité.
CFTA a renouvelé en 2006 le contrat d’exploitation des lignes Guingamp-Carhaix et Guingamp-Paimpol. CFTA exploite depuis 2010 la ligne Rhônexpress, qui relie l’aéroport de Lyon Saint-Exupéry à la Gare de Lyon-Part-Dieu, et depuis 2012 le train à crémaillère du Puy de Dôme, le Panoramique des Dômes. 
CFTA fut également actif dans les Chemins de fer de Provence (de 1974 à la fin 2013).

### Obtention du statut d'entreprise ferroviaire de voyageurs
Le 12 mars 2018, la CFTA, filiale de Transdev, obtient le certificat de sécurité ferroviaire l'autorisant d'exploiter des lignes de chemin de fer en France. Transdev devient alors le deuxième groupe ferroviaire français à détenir le statut d'entreprise ferroviaire de voyageurs en France.
En avril 2019, le groupe Transdev, dans le cadre de la stratégie de rendre sa marque plus visible, renomme la CFTA et ses filiales Transdev Rail.

## Activités ferroviaires actuelles

### TER BreizhGo et train touristique

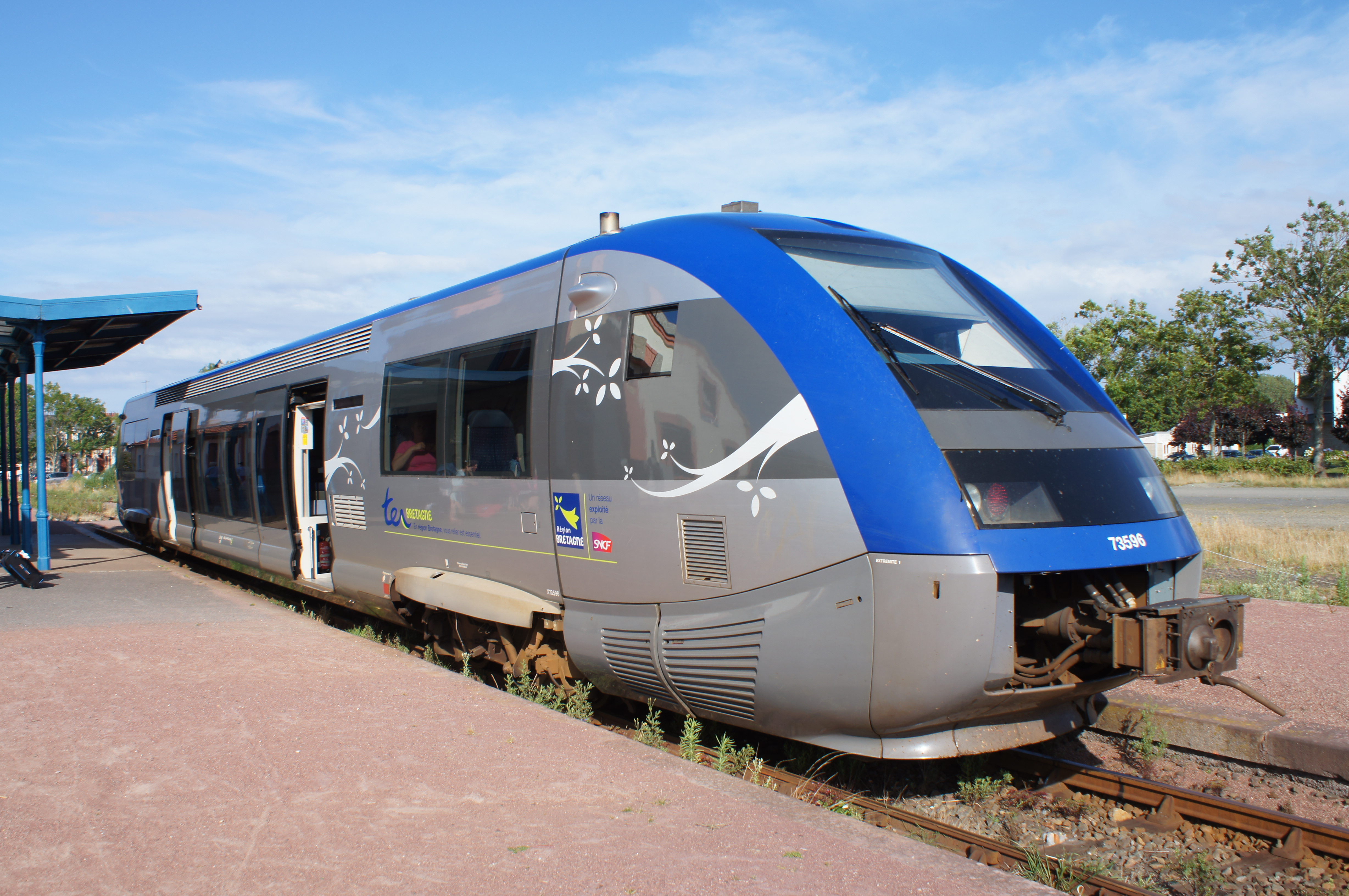
Autorail X 73500 de Transdev Rail Bretagne en gare de Paimpol.

Transdev Rail Bretagne comprend deux lignes exploitées en affermage :
- Ligne de Guingamp à Carhaix ;
- Ligne de Guingamp à Paimpol ;
  - Train touristique La Vapeur du Trieux.

Transdev Rail Bretagne, anciennement CFTA Bretagne, assure en sous-traitance de la SNCF le transport ferroviaire régional sur les 80 km de ligne reliant Carhaix à Paimpol. Titulaire historique de la ligne, CFTA a remporté en 2006 le marché à la suite d'un appel d’offres devant Keolis et VFLI, deux filiales du groupe SNCF. Le marché breton est composite puisqu’il relève à la fois du service de transport ferroviaire et de marchés de travaux sur l’infrastructure. Loïc Lanne assure la direction de Transdev Rail Bretagne depuis 2014.

#### Périmètre confié à Transdev Rail
Transdev Rail Bretagne, ex-CFTA, est chargé des missions suivantes :
- le transport des voyageurs ;
- la gestion de l’infrastructure, volet maintenance ;
- la gestion de l’infrastructure, volet exploitation ;
- le fret en train entier  ;
- le fret en wagon isolé ;
- la gestion des bâtiments.

#### Chiffres clés
- Système : 1 ligne, 80 km de voies, 19 arrêts, 4 TER + 1 Train touristique
- Fréquentation : 130 000 voyageurs par an entre Carhaix et Paimpol, 31 000 touristes par an sur le train touristique « La Vapeur du Trieux »
- Distance parcourue : 312 000 km par an
- Engins : 2 autorails X 73500 de 83 places, 2 autorails X 2100 de 70 places
- Effectifs : 62 collaborateurs dont 10 conducteurs
- Chiffre d’affaires : 5,8 M€ par an

### Panoramique des Dômes

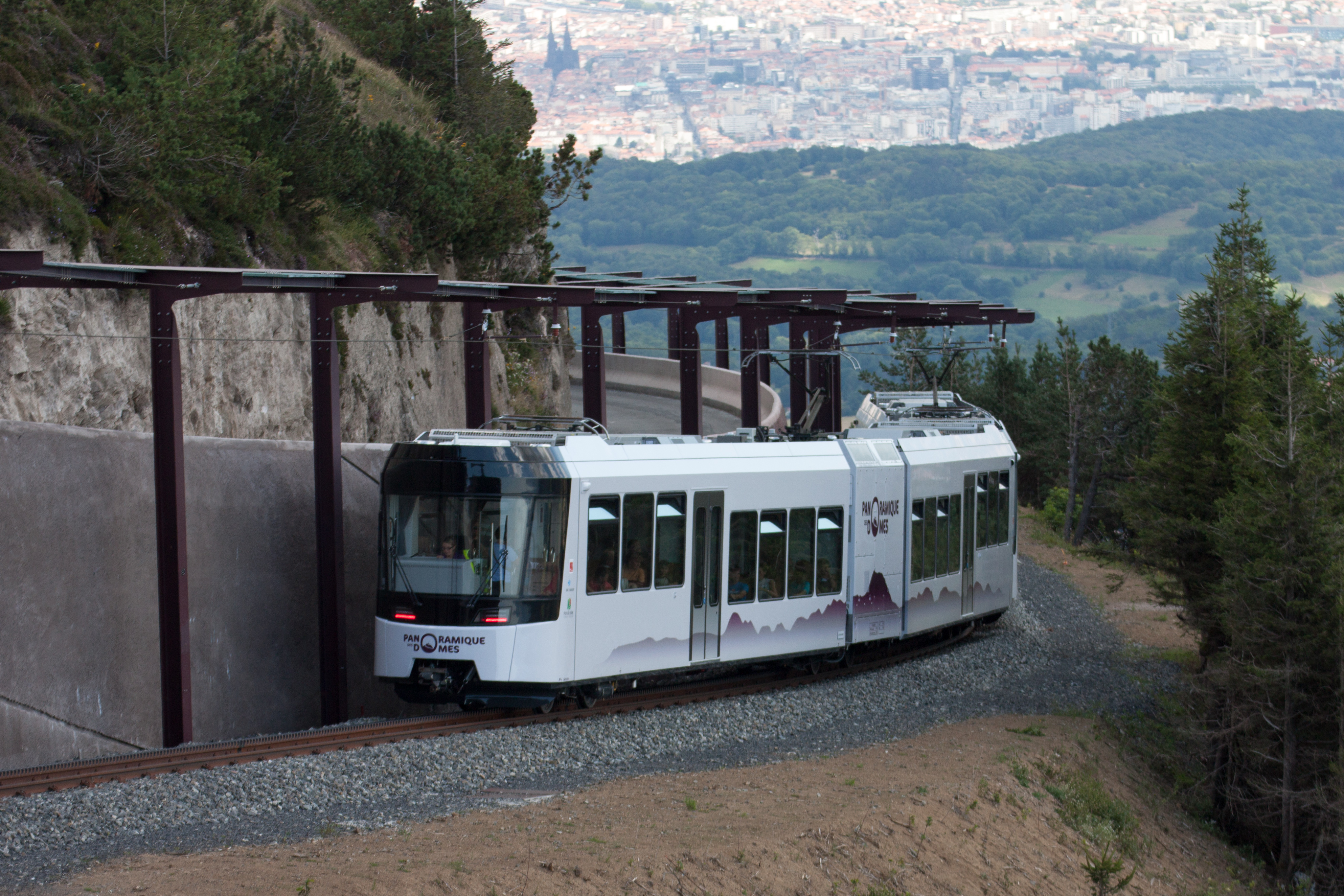
Rame Stadler à crémaillère du Panoramique des Dômes.

Transdev Rail en Auvergne exploite une ligne de chemin de fer à crémaillère :
- Ligne du Col de Ceyssat au Sommet du Puy de Dôme.

Transdev Rail exploite depuis 2012 la ligne du Col de Ceyssat au Sommet du Puy de Dôme à la suite du déraillement d'une rame sans passagers sur un aiguillage au niveau du croisement des Muletiers.

### Réseau ferroviaire Zou!
À la suite d'un appel d'offres remporté en septembre 2021, l'exploitation des trains régionaux Zou! de la ligne de Marseille à Nice est déléguée à Transdev depuis le 29 juin 2025. Elle devient la première ligne mise au concours remportée ainsi que la première ligne TER dont SNCF Voyageurs perd l'exploitation.

## Activités ferroviaires historiques

### Chemins de Fer de Provence

#### Ligne Nice-Digne
En 1967, l'état français se désengage de la Compagnie des Chemins de fer de la Provence, qui exploite la ligne de Nice à Digne, et la cède au Syma, le syndicat mixte Méditerranée-Alpes, composé de collectivités locales. Celui-ci la gère d'abord en régie puis entame une procédure de délégation de service public, remportée par la CFTA. 
Le 1er juillet 1974, la CFTA commence l'exploitation de la ligne, puis inaugure l'année suivante les  ateliers de Nice-Lingostière. Le fret ferroviaire en déclin est interrompu en 1977 et la circulation des trains entiers de marchandises est supprimée.
L'essor touristique de la ligne est important, la société confie à une association (GECP) la circulation d'un train à vapeur entre Puget-Théniers et Annot, inaugurée en 1980.
Le 7 octobre 1999, la CFTA se voit confier pour 15 ans supplémentaires l’exploitation de la ligne. 
Elle change de nom en 2005 pour devenir la Compagnie ferroviaire du Sud de la France (CFSF) en souvenir du nom historique de la compagnie.
Le 1er janvier 2014, la concession n'est pas renouvelée et la région PACA reprend l'exploitation sous forme de régie directe, la Régie régionale des transports Provence Alpes Côte d'Azur.

#### Alp'Azur
En 1981, CFTA inaugure AlpAzur, une liaison Nice - Genève qui connaîtra un grand succès. Cette liaison nécessitait un changement de train en gare de Digne, pour emprunter ensuite la ligne de Saint-Auban à Digne.
En 1989, la fermeture de cette dernière met un terme à Alp'Azur.

### Rhônexpress

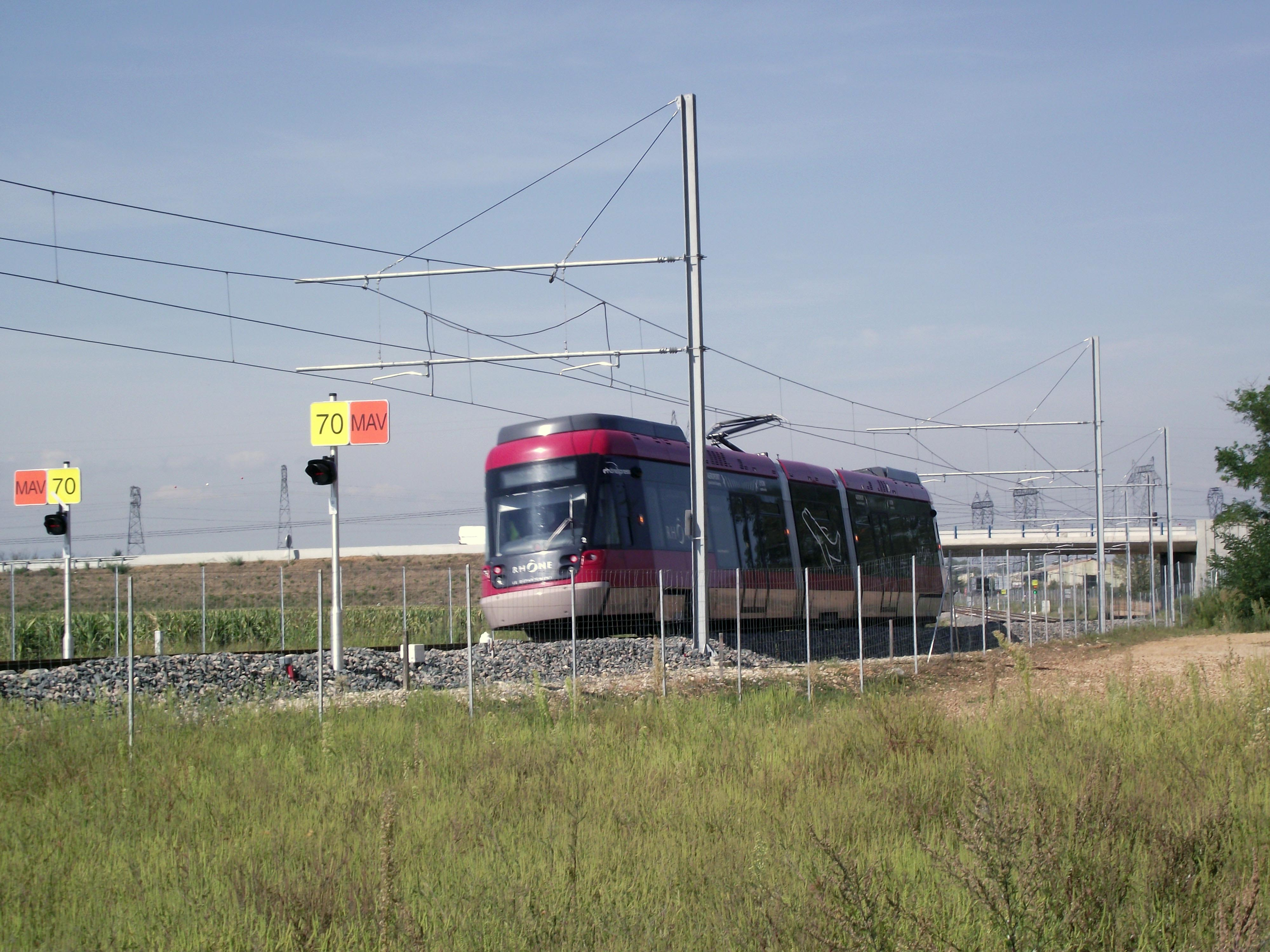
Rame Stadler Tango du Rhônexpress.

Transdev Rail Rhône (ex-CFTA Rhône) exploite pour le compte de SYTRAL Mobilités la « liaison rail-aéroport » Rhônexpress à Lyon, exploitée en mode tramway express :
- système : 22 km de voies, 4 stations ;
- service : 7j/7, de 5 h à 00 h 40, toutes les 15 minutes aux heures de pointe (6 h-21 h), toutes les 30 minutes aux heures creuses ;
- fréquentation : 3 000 passagers par jour  ;
- véhicules : 6 Stadler Tango pouvant atteindre 100 km/h ;
- effectifs : 80 collaborateurs ;
- chiffre d’affaires : 9,8 M€ par an, 12,6 M€ en 2018[11].

Le Rhônexpress est la première concession ferroviaire en France entre une ville et son aéroport, ici le centre de Lyon et l’Aéroport de Lyon-Saint-Exupéry.
Le département du Rhône, autorité organisatrice, a désigné en 2007 la société Rhônexpress, dont Transdev est actionnaire à hauteur de 28,2 % comme concessionnaire pour une durée de 30 ans, aux côtés du groupe Vinci. Depuis la mise en service intervenue en août 2010, CFTA assure à travers CFTA Rhône, pour le compte de Rhônexpress, l’ensemble des missions liées l’exploitation : conduite, maintenance, distribution…
Le SYTRAL rompt en 2020 son contrat de concession avec la société Rhônexpress (Vinci, Transdev et CDC) et reprend la gestion du Rhônexpress, l'exploitation reste confiée à CFTA Rhône.